# ロビン・クノッヘ
ロビン・クノッヘ（Robin Knoche, 1992年5月22日 - ）は、ドイツ・ニーダーザクセン州ブラウンシュヴァイク出身のサッカー選手。1.FCニュルンベルク所属。ポジションはディフェンダー。

## 経歴
2011年にトップチームに昇格。8月19日のボルシア・メンヒェングラートバッハ戦でデビューし、2013年8月17日のシャルケ04戦で初ゴールを記録した。
2020年8月4日、1.FCウニオン・ベルリンと契約した。
2024年7月19日、1.FCニュルンベルクに移籍した。

## 代表歴
ドイツ代表として各年代でプレーしている。

## タイトル
クラブ
VfLヴォルフスブルク
- DFBポカール 2014-15
- DFLスーパーカップ 2015